# Probst-Bündel
Mit Probst-Bündel, englisch Longitudinal callosal fascicles, werden Nervenfaserbündel bezeichnet, die bei einer Corpus-callosum-Agenesie (Balkenmangel) typischerweise auftreten.
Die Nervenfasern, die normalerweise den Balken bildend die Mittellinie als Verbindung zwischen der rechten und linken Hirnhälfte queren, verlaufen gebündelt jeweils rechts und links in Längsrichtung innerhalb der jeweiligen Hemisphäre.
Dieses Bündel ragt lateral des Gyrus cinguli in die mediale Begrenzung des Seitenventrikels.
Die Bezeichnung bezieht sich auf  den österreichischen Psychiater und Neuroanatomen Moriz Probst (1867–1923) und dessen Bericht aus dem Jahre 1901.
Die Erstbeschreibung erfolgte bereits im Jahre 1888 durch den Anatomen W. Onufrowics.